# Sonata per a flauta en mi menor (HWV 375)
La Sonata per a flauta en mi menor (HWV 375) es creu que fou composta per Georg Friedrich Händel. Està escrita per a flauta i teclat (clavicèmbal). La data de la composició és desconeguda però aparegué publicada el 1730. Altres catàlegs de música de Händel la referencien com a HG xlviii,134; i HHA iv/3,63.
L'autenticitat de la sonata és incerta però, tanmateix, tres dels moviments són clarament de Händel, tot i que escrits per a altres instruments. L'obra és coneguda com a "Halle Sonata núm. 2" (en alemany "Hallenser Sonate núm. 2"), seguintl'opinió de Chrysander que creia que era una obra primerenca, composta quan un jove Händel encara vivia a Halle, abans del 1703. Però això no seria el cas d'aquesta sonata, perquè els primers dos moviments són una transposició en mi menor dels moviments corresponents de la versió final del molt revisada Sonata per oboè en do menor, HWV 366', que és de 1711 o 1712. El quart moviment, també, inicialment era un minuet en sol menor per clavicèmbal (aparegué imprès el 1733), mentre que el tercer moviment és un Grave que es creu que no és Händel. En l'edició de Chrysander es detalla que l'obra és per a flauta travessera ("Traversa"), i la publicà com a Sonata XVII.
Una interpretació típica dura gairebé set minuts.

## Moviments
La sonata consta de quatre moviments:
| Núm. | Tipus   | Tonalitat | Mètrica | Compassos | Notes |
| ---- | ------- | --------- | ------- | --------- | --- |
| 1    | Adagio  | Mi menor  | 4/4     | 18        | Acaba en un acord en si major. Material musical de la Sonata per a oboè en so menor (HWV 366). |
| 2    | Allegro | Mi menor  | 4/4     | 45        | Material musical de la Sonata per a oboè en so menor (HWV 366). El tema principal, tractat inicialment amb una estricta imitació canònica del baix continu; és cromàtic i ple d'intervals incòmodes. Conté passatges de semicorxeres.                         |
| 3    | Grave   | Mi menor  | 3/4     | 27        | És un breu moviment que conté una extensa elaboració de la línia melòdica. |
| 4    | Minuet  | Mi menor  | 3/4     | 36        | Te dues seccions (16 i 20 compassos), cadascuna amb signes de repetició. També utilitza material del quart moviment de la Suite per a teclat HWV 434. Té semblances clares, especialment en el baix, amb el minuet de la secció en sol de la Música aquàtica. |

(Els moviments no contenen signes de repetició llevat que s'indiqui. El nombre de compassos està agafat de l'edició de Chrysander, i és el nombre que apareix en el manuscrit, sense incloure signes de repetició)